# Distress and Coma
"Distress and Coma" é o décimo quinto single da banda japonesa de rock visual kei The Gazette. Foi lançado em 25 de março de 2009 pela King Records e usado como música tema dos programas de televisão Music.JP e Ongaku Senshi Music Fighter. Já a faixa bônus, "Without a Trace", apareceu no filme Hard Revenge Milly: Bloody Battle.
A canção título foi incluída no álbum de estúdio DIM e nos álbuns de compilação Traces Best of 2005-2009 (2011) e Heterodoxy -Divided 3 Concepts- (2022) enquanto "Without a Trace" figurou em Traces Vol.2.

## Promoção e lançamento
O novo single "Distress and Coma" foi anunciado em janeiro de 2009 e foi tocado pela primeira vez em um show no Makuhari Messe no dia 10 de março, onde 15 mil fãs compareceram. Em 25 de março, no dia de lançamento, a banda realizou três eventos especiais em Shibuya. Foi lançado em duas edições: a Optical Impression, que acompanha um DVD, e a Auditory Impression, que vem com uma faixa bônus, "Without a Trace". Essa canção foi a sétima mais votada como favorita entre os fãs em uma pesquisa do site JRock News.

## Composição e produção
O baixista Reita e o baterista Kai contaram em entrevista ao site de música CD Journal que a gravação ocorreu em um período que suas agendas estavam cheias. Sobre a composição, Reita contou: "a partir da fase demo, [Distress and Coma] ficou com uma mistura de peso e delicadeza. A partir daí solidificamos o arranjo, que ficou mais elaborado". A letra foi escrita pelo vocalista Ruki e a música composta por todos os membros.
O site CD Journal descreveu o single como "uma faixa que toca confortavelmente o seu coração com sua melodia e letra tristes, porém lindas." O portal JaME World afirmou que o single "exemplifica organização e emoção" e concluiu que "não irá decepcionar".

## Desempenho comercial
"Distress and Coma" alcançou a terceira posição na Oricon Singles Chart, permanecendo na parada por oito semanas. Na parada Japanese Rock & Pop Singles da Tower Records, ficou em segundo lugar.
Vendeu 45,621 cópias enquanto esteve na parada, tornando-se o 7° single mais vendido do grupo.

## Faixas
Optical Impression
| Disco um (CD) |                     |         |  |
| N.º           | Título              | Duração |  |
| 1.            | "Distress and Coma" | 5:15    |  |
| 2.            | "Headache Man"      | 3:52    |  |

| Disco dois (DVD) |                                   |         |  |
| N.º              | Título                            | Duração |  |
| 1.               | "「DISTRESS AND COMA」MUSIC CLIP" |         |  |

Auditory Impression
| N.º            | Título              | Duração |  |
| 1.             | "Distress and Coma" | 5:15    |  |
| 2.             | "Headache Man"      | 3:52    |  |
| 3.             | "Without a Trace"   | 4:16    |  |
| Duração total: | Duração total:      | 13:23   |  |

## Ficha técnica
- Ruki – vocais
- Uruha – guitarra solo
- Aoi – guitarra rítmica
- Reita – baixo
- Kai – bateria